# San José de Feliciano
San José de Feliciano – miasto w Argentynie, w prowincji Entre Ríos, stolica departamentu Feliciano.
Według danych szacunkowych na rok 2010 miejscowość liczyła 10 282 mieszkańców.